# بيدرو دين
بيدرو دين هو كاهن كاثوليكي فلبيني، ولد في 21 فبراير 1930 في كالبايوغ في الفلبين.